# Afghan Women's Network
Het Afghan Women's Network is een niet-gouvernementele organisatie (NGO) in Afghanistan.
De organisatie werd door een groep Afghaanse vrouwen opgericht in 1996 na de in Peking gehouden Vierde Wereldconferentie over de Vrouw. Het doel is "vrouwen macht geven en verzekeren dat ze op gelijke voet kunnen deelnemen aan de Afghaanse samenleving". 
Het Afghan Women's Network wordt financieel ondersteund door onder meer de Franse regering, ActionAid en UNHCR. In 2012 ontving de vereniging de prijs Human Dignity van de Roland Bergerstichting.